# 82e brigade d'infanterie (Empire allemand)
Pour les articles homonymes, voir 82e brigade.
La 82e brigade d'infanterie est une grande unité de l'armée prussienne.

## Histoire
Dans le cadre de l'agrandissement de l'armée, la 82e brigade d'infanterie est créée à Hanovre le 1er avril 1897. Elle fait partie de la 20e division d'infanterie du 10e corps d'armée et les 164e régiments d'infanterie et 165 lui sont subordonnés. Avec la formation du 18e corps d'armée, la brigade rejoint la 39e division d'infanterie le 1er avril 1899 et déménage à Colmar. Là, les districts de Landwehr de Colmar et Lörrach lui sont attribués.
À cette date, les deux régiments d'infanterie quittent la formation de brigade et sont remplacés par les 4e, 8e, 10e (de) et 14e bataillons de chasseurs à pied (de). Pour cette raison, la brigade reçoit également l'ajout «(Brigade de chasseurs)», qui est abandonné le 1er avril 1901, lorsque les deux 171e (de) et 172e régiments d'infanterie passent sous commandement pour les bataillons de chasseurs à pied.
En raison de changements dans la structure de l'armée, la brigade et la 39e division d'infanterie n qui lui est supérieure rejoignent le 1er octobre 1912 le 15e corps d'armée à Strasbourg. Cela signifie que l'ancien quartier Landwehr de Lörrach est remplacé par Sélestat.
Avec le déclenchement de la Première Guerre mondiale, la brigade est renforcée par le 14e régiment de dragons Kurmärkische et le 14e bataillon de chasseurs à pied. Au sein de la 39e division d'infanterie, elle participe d'abord sur le front occidental aux combats frontaliers et aux batailles en Lorraine et devant Nancy-Épinal sur le front occidental. Après avoir combattu près de Juvincourt dans l'Aisne, elle entre dans la guerre de tranchées en Flandre et en Artois fin octobre 1914
Avec la formation du 115e division d'infanterie, l'état-major est rebaptisé 229e brigade d'infanterie le 2 avril 1915.

## Commandants
| Grade                              | Nom de famille           | Date                                              |
| ---------------------------------- | ------------------------ | ------------------------------------------------- |
| Generalmajor                       | Oskar von Lübbers        | 1er avril 1897 au 24 mars 1889                    |
| Generalmajor                       | Adolf von Thermo (de)    | 25 mars 1899 au 17 avril 1901                     |
| Generalmajor                       | Ludwig von Eynatten (de) | 18 avril 1901 au 21 mars 1903                     |
| Würt. Generalmajor/Generalleutnant | Emil von Loeffler        | 27 janvier 1905 au 3 avril 1908                   |
| Generalmajor                       | Otto Wyneken             | 4 avril 1908 au 9 septembre 1910                  |
| Generalmajor                       | Max Hofmann              | 10 septembre 1910 au 21 mars 1913                 |
| Oberst                             | William Balck            | 22 mars au 17 avril 1913 (chargé de la direction) |
| Generalmajor                       | William Balck            | 18 avril 1913 au 8 mai 1914                       |
| Generalmajor                       | Otto Sommerfeld (de)     | 9 mai 1914 au 1er avril 1915                      |